# Girolamo Curti
Girolamo Curti dit  il Dentone né à Bologne le  7 avril 1575 et mort dans cette même ville le  18 décembre 1632 est un peintre italien baroque du XVIIe siècle appartenant à l'école bolonaise, spécialiste de la quadratura.

## Biographie
Né dans une famille pauvre de Bologne, Girolamo Curti travaille comme tisseur jusqu'à 25 ans.
Son apprentissage de peintre commence auprès du Crémonais Cesare Baglione. Devenu rapidement indépendant, avec Leonello Spada, ami bolonais et aussi élève de Baglione, ils collaborent en quadratura, Curti peignant les structures, Spada les figures.
Spada parti comme peintre de tableaux, Curti part peindre à Modène, Parme (1618 et 1630), Rome (1623) et Gênes.
Retourné depuis Rome à Bologne, il est assisté par Angelo Michele Colonna, Agostino Mitelli et  Andrea Seghizzi, et peint des fonds architecturaux pour les fresques du Guerchin.
Sa biographie par Carlo Cesare Malvasia, indique que la villa de son père à Trebbio a été peinte à fresque par Curti et ses assistants.

## Sources
- (en) Cet article est partiellement ou en totalité issu de l’article de Wikipédia en anglais intitulé « Girolamo Curti » (voir la liste des auteurs).